# Dalea phleoides
Dalea phleoides är en ärtväxtart som först beskrevs av John Torrey och Asa Gray, och fick sitt nu gällande namn av Lloyd Herbert Shinners. Dalea phleoides ingår i släktet Dalea, och familjen ärtväxter.

## Underarter
Arten delas in i följande underarter:
- D. p. microphylla
- D. p. phleoides